# Robert Sidoli
Roberto Andrew Sidoli (Merthyr Tydfil, 21 giugno 1979) è un ex rugbista a 15 gallese che gioca nel ruolo di seconda linea.
Ha indossato la maglia della Nazionale gallese per la prima volta l'8 giugno 2002 contro il Sud Africa (34-19 per i sudafricani).
Ha vinto il torneo delle Sei Nazioni con la sua nazionale nel 2005.